# Jaromar Rugijski
Jaromar Rugijski (także Jaromir Rugijski, Jaromar von Rügen) (ur. 1267, zm. 20 września 1294) – duchowny rzymskokatolicki, biskup kamieński.

## Biografia
Drugi syn księcia rugijskiego Wisława II oraz brat książąt rugijskich Wisława III i Sambora. Przed wyborem na biskupa był rektorem kościoła św. Mikołaja w Stralsundzie.
7 października 1289 papież Mikołaj IV prekonizował go biskupem kamieńskim. Brak informacji kiedy i od kogo przyjął sakrę biskupią.
3 grudnia 1290 zatwierdził fundację konwentu augustianów-eremitów w Chojnie.